# Robert Ettinger
Robert Chester Wilson Ettinger (4 decembrie 1918 - 23 iulie 2011) a fost un academician american, cunoscut sub numele de „tatăl crionicii”, din cauza impactului cărții sale Prospectul imoralității din 1962.
Ettinger a fondat Institutul de Crionică și Immortalist Society aferentă și până în 2003 a fost președinte al grupului. Trupul său a fost păstrat la rece, ca și trupurile primei și celei de-a doua soții, precum și al mamei sale.

## Cărți scrise de Ettinger
- Prospectul imortalității — The Prospect of Immortality (1962, 1964, și ediții ulterioare)
  - De găsit online la The Prospect of Immortality
- Omul în Supeman — Man into Superman (1972, și ediții ulterioare)
  - De accesat online la Man Into Superman
- Youniverse (ediție 2009)
  - De cumpărat la Youniverse